# Stelios Okkarides
Stelios Okkarides (* 15. November 1977 in Nikosia) ist ein ehemaliger zyprischer Fußballspieler.
Okkarides spielt zuletzt bei Doxa Katokopia. Frühere Stationen waren sein Jugendverein APOEL Nikosia, Olympiakos Nikosia und Apollon Limassol. Ab 2003 bestritt er für die Nationalmannschaft Zyperns 34 Länderspiele.